# Cheilotrichia aemula
Cheilotrichia aemula är en tvåvingeart som beskrevs av Evgenyi Nikolayevich Savchenko 1974. Cheilotrichia aemula ingår i släktet Cheilotrichia och familjen småharkrankar. Inga underarter finns listade i Catalogue of Life.